# Tetide (traghetto)
Il Tetide è un traghetto appartenente alla compagnia di navigazione italiana Laziomar.

## Caratteristiche
Costruito dal Cantiere navale De Poli di Pellestrina, il Tetide è stato varato l'8 dicembre 1988 e consegnato alla compagnia Caremar il 22 giugno dell'anno successivo. L'unità costituisce, insieme alle navi gemelle (Antonello da Messina, Liburna e Filippo Lippi, dalle quali differisce principalmente per l'assenza della celata di prua), un'evoluzione del progetto delle unità della classe Driade realizzate tra il 1979 e il 1985: queste unità queste navi presentano una poppa aperta, che le rende più funzionali e adatte anche per il trasporto di merci pericolose; fumaioli e alberi sono analoghi a quelli delle due navi costruite nel 1985 (Simone Martini e Giovanni Bellini). 

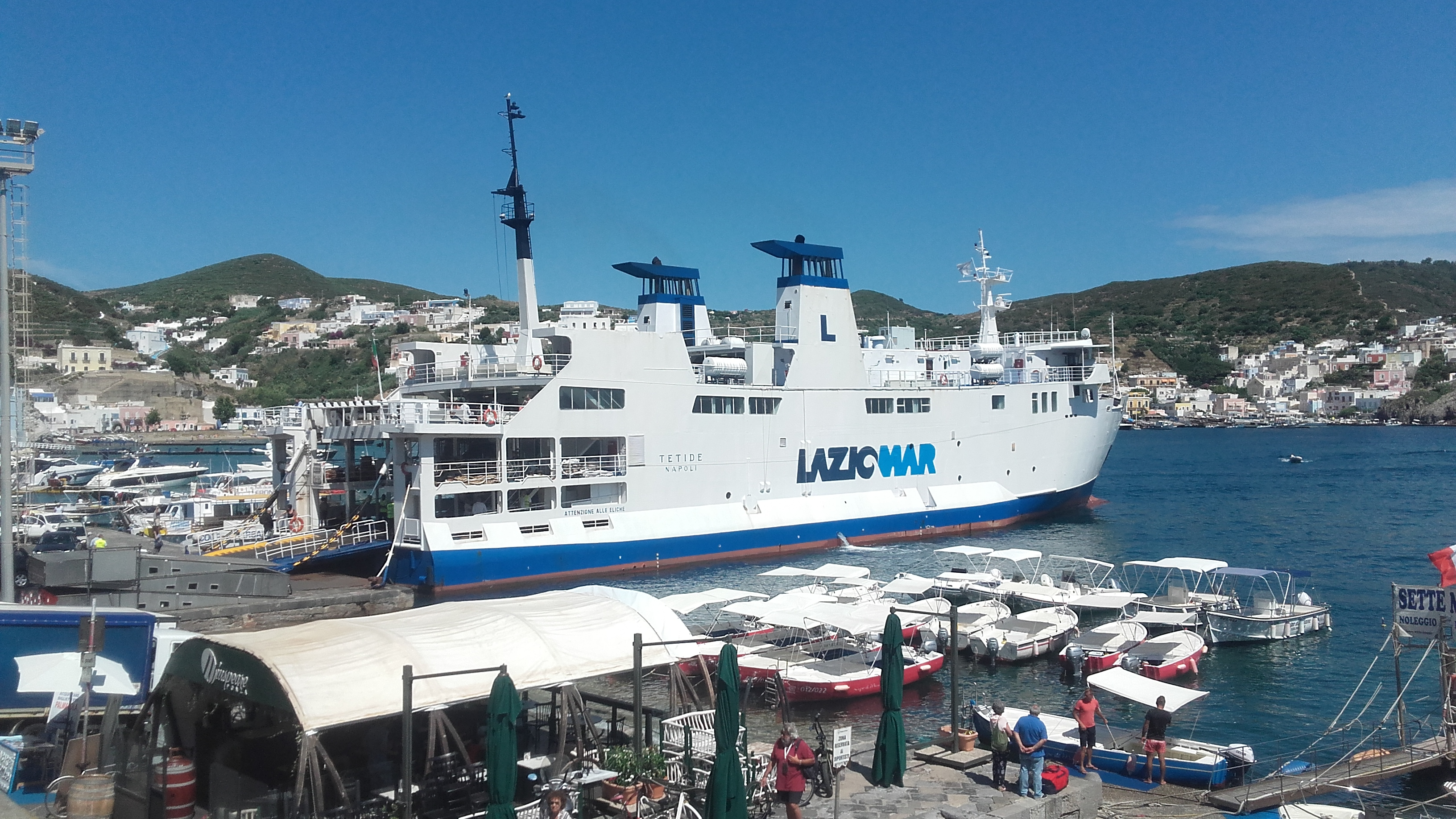
Il Tetide ormeggiato a Ponza nel 2018.

La nave dispone di servizi essenziali in virtù dei servizi locali coperti: bar, ristorante, sala TV e solarium sul ponte esterno. Gli ambienti interni sono inoltre dotati di impianto di aria condizionata. La capacità di trasporto è pari a 1049 passeggeri e 60 automobili.
La propulsione è affidata a una coppia di motori GMT 4S da 12 cilindri in grado di erogare una potenza complessiva di 4.264 kW; la velocità massima raggiungibile è pari a circa 16,5 nodi.

## Servizio
Entrato in servizio nel giugno del 1989 nei collegamenti tra Formia, Ponza e Ventotene. Occasionalmente viene anche impiegato nei collegamenti per Ischia e Procida.
Nel 2010 , insieme al Quirino, ha subito estesi lavori di ristrutturazione presso i cantieri navali di Palermo, durante i quali vengono installate delle controcarene per limitarne il rollio.
Nel 2011 con il passaggio del ramo delle Isole Pontine alla regione Lazio, il Tetide passa, come tutte le altre navi della flotta impiegate su quelle rotte, alla Laziomar, continuando ad operare nei collegamenti tra Formia, Ponza e Ventotene, dove opera tutt'oggi.

## Incidenti
Il 12 settembre 2017 la nave, durante la fase di ormeggio presso Ponza, ha urtato violentemente la banchina causando danni estesi alla poppa, che hanno ritardato la successiva partenza per Formia a causa delle necessarie indagini da svolgere.

## Navi gemelle
- Antonello da Messina
- Filippo Lippi
- Bunifazziu (ex Liburna)